# 대한민국의 인구순 자치구 목록
다음은 2020년현재 설치된 특별시, 광역시산하 자치구들의 인구순 목록이다. 현재인구는 2020년 11월 행정안전부 주민등록 인구통계기준이다.
- 또한 현재(위 기준의 인구)인구가 인구최고점을 넘었을 경우에는 표기하지 않았다.
- 분구되기 직전의 인구가 최고점일 경우, 해당인구를 인구최고점으로 표기하였다.
- 이후 주민등록 인구가 나올때마다 수정해 주시길 바랍니다.
- 서울은 빨간색■, 부산은 파란색■, 대구는 연두색■, 인천은 노란색■, 광주는 갈색■, 대전은 보라색■, 울산은 회색■으로 소속을 나타내었습니다.
- 광역시산하의 군은 군이 아닌 사실상 자치구로 분류되므로 함께 표기하였습니다.

| 구 명칭  | 인구최고점(해당 구 설치이후) 및 해당연도 | 현재인구  | 막대그래프 | 비고                                                    |
| -------- | ---------------------------------------- | --------- | ---------- | ------------------------------------------------------- |
| 송파구   | 687,789명(1992년)                        | 668,498명 |            | 1988년 강동구로부터 분리설치                            |
| 강서구   | 782,701명(1987년)                        | 582,586명 |            | 1977년 영등포구로부터 분리설치                          |
| 달서구   | 610,752명(2013년)                        | 561,568명 |            | 1988년 서구·남구일부로 분리설치                         |
| 서구     | 544,147명(2020년)                        | 543,627명 |            | 1988년 북구로부터 분리설치                              |
| 강남구   | 824,659명(1979년)                        | 540,127명 |            | 1975년 성동구로부터 분리설치                            |
| 남동구   | 538,976명(2018년)                        | 526,337명 |            | 1988년 남구로부터 분리설치                              |
| 노원구   | 646,821명(2002년)                        | 523,708명 |            | 1988년 도봉구로부터 분리설치                            |
| 관악구   | 899,648명(1980년)                        | 497,082명 |            | 1973년 영등포구로부터 분리설치                          |
| 부평구   | 753,871명(1995년)                        | 495,882명 |            | 1968년인천시 북부에 설치                                |
| 은평구   | 511,497명(1994년)                        | 480,617명 |            | 1979년 서대문구로부터 분리설치                          |
| 서구     | 509,225명(2005년)                        | 478,872명 |            | 1988년 중구로부터 분리설치                              |
| 강동구   | 1,130,473명(1987년)                      | 458,604명 |            | 1979년 강남구로부터 분리설치                            |
| 양천구   | 507,247명(1993년)                        | 455,058명 |            | 1988년강서구로부터 분리설치                             |
| 북구     | 468,082명(2007년)                        | 440,736명 |            | 1963년북부출장소를관할로 설치                           |
| 성북구   | 1,117,245명(1973년)                      | 438,051명 |            | 1949년동대문구·고양군일부에설치                         |
| 북구     | 476,848명(2000년)                        | 431,256명 |            | 1980년 서구·동구일부로 분리설치                         |
| 서초구   | 450,504명(2015년)                        | 425,431명 |            | 1988년 강남구로부터 분리설치                            |
| 수성구   | 468,757명(1998년)                        | 424,947명 |            | 1980년 동구로부터 분리설치                              |
| 광산구   | 407,371명(2020년)                        | 406,126명 |            | 1988년 광산군·송정시지역에 설치                         |
| 구로구   | 747,944명(1991년)                        | 405,194명 |            | 1980년 영등포구로부터 분리설치                          |
| 해운대구 | 428,912명(2013년)                        | 402,518명 |            | 1980년 동래구로부터 분리설치                            |
| 미추홀구 | 665,654명(1987년)                        | 402,392명 |            | 1968년 인천시남부에 설치                                |
| 중랑구   | 477,850명(1997년)                        | 395,194명 |            | 1988년 동대문구로부터 분리설치                          |
| 동작구   | 405,771명(1986년)                        | 391,896명 |            | 1980년 관악구로부터 분리설치                            |
| 연수구   | -명                                      | 385,973명 |            | 1995년 남구로부터 분리설치                              |
| 영등포구 | 469,862명(1991년)                        | 378,276명 |            | 1943년 영등포출장소가 구로 승격                         |
| 마포구   | 441,096명(1986년)                        | 372,320명 |            | 1944년 서대문구로부터 분리설치                          |
| 부산진구 | 812,250명(1975년)                        | 359,375명 |            | 1957년 부산진출장소가 구로 승격                         |
| 유성구   | 352,604명(2020년)                        | 351,790명 |            | 1989년 서구·대덕군일부로 분리설치                       |
| 광진구   | 396,585명(1998년)                        | 347,285명 |            | 1995년 성동구로부터 분리설치                            |
| 동대문구 | 942,287명(1986년)                        | 343,377명 |            | 1943년 동대문출장소가 구로 승격                         |
| 동구     | 435,525명(1980년)                        | 342,432명 |            | 1963년 동부출장소가 구로 승격                           |
| 도봉구   | 941,548명(1987년)                        | 326,082명 |            | 1973년 성북구로부터 분리설치                            |
| 남구     | 349,064명(2013년)                        | 320,716명 |            | 1985년 울산시 남부에 설치                               |
| 사하구   | 394,296명(1997년)                        | 312,840명 |            | 1983년 부산시 직할 사하출장소가 구로 승격               |
| 서대문구 | 1,019,110명(1975년)                      | 312,325명 |            | 1943년 서대문출장소가 구로 승격                         |
| 강북구   | 395,471명(1995년)                        | 308,569명 |            | 1995년 도봉구로부터 분리설치                            |
| 서구     | 472,268명(1991년)                        | 297,214명 |            | 1973년 광주시 서부에 설치                               |
| 계양구   | 343,816명(2010년)                        | 297,148명 |            | 1995년 북구로부터 분리설치                              |
| 성동구   | 949,503명(1975년)                        | 294,272명 |            | 1943년 성동출장소가 구로 승격                           |
| 북구     | 575,560명(1995년)                        | 284,872명 |            | 1978년 부산진구로부터 분리설치                          |
| 동래구   | 879,073명(1987년)                        | 271,187명 |            | 1957년 동래출장소가 구로 승격                           |
| 남구     | 550,289명(1992년)                        | 268,249명 |            | 1975년 부산진구·동래구일부로 분리설치                   |
| 달성군   | -명                                      | 258,945명 |            | 1995년 경상북도에서 대구광역시로 편입                   |
| 중구     | 540,000명(1987년)                        | 236,492명 |            | 1977년 중부출장소, 서부출장소가 구로 승격               |
| 금정구   | 322,381명(1993년)                        | 233,303명 |            | 1988년 동래구로부터 분리설치                            |
| 금천구   | 288,541명(1995년)                        | 232,003명 |            | 1995년 구로구로부터 분리설치                            |
| 용산구   | 334,537명(1976년)                        | 230,151명 |            | 1943년 용산출장소가 구로 승격                           |
| 울주군   | 223,429명(2019년)                        | 222,540명 |            | 1995년 울산시와 통합, 이후1997년 울주군으로 개편        |
| 동구     | 369,241명(1988년)                        | 222,446명 |            | 1977년 동부출장소, 북부출장소가 구로 승격               |
| 북구     | -명                                      | 218,882명 |            | 1997년 중구·울주구일부로 분리설치                       |
| 중구     | 286,352명(1996년)                        | 218,096명 |            | 1985년 울산시북부에 설치                                |
| 남구     | 262,514명(1995년)                        | 215,701명 |            | 1995년 서구·광산구일부로 분리설치                       |
| 사상구   | 301,127명(2001년)                        | 213,178명 |            | 1995년 북구로부터 분리설치                              |
| 연제구   | 249,140명(1995년)                        | 210,146명 |            | 1995년 동래구로부터 분리설치                            |
| 수영구   | 203,547명(1995년)                        | 176,885명 |            | 1995년 남구로부터 분리설치                              |
| 대덕구   | 231,372명(2001년)                        | 176,293명 |            | 1989년 동구로부터 분리설치                              |
| 기장군   | -명                                      | 173,918명 |            | 1995년 양산군 5개읍면이 부산광역시에 편입 및 기장군설치 |
| 서구     | 576,583명(1987년)                        | 171,060명 |            | 1963년 서부출장소가 구로 승격                           |
| 동구     | 200,737명(1998년)                        | 157,111명 |            | 1988년 울산시 직할 방어진출장소가 구로 승격             |
| 종로구   | 334,789명(1975년)                        | 149,549명 |            | 1943년 종로출장소가 구로 승격                           |
| 남구     | 358,527명(1987년)                        | 146,658명 |            | 1963년 남부출장소가 구로 승격                           |
| 중구     | -명                                      | 139,646명 |            | 1968년 인천시청 일대에 설치                             |
| 강서구   | -명                                      | 137,229명 |            | 1989년 북구·김해군일부로 분리설치                       |
| 중구     | 282,971명(1975년)                        | 125,505명 |            | 1943년 중부출장소가 구로 승격                           |
| 영도구   | 216,162명(1975년)                        | 113,621명 |            | 1957년 영도출장소가 구로승격                            |
| 서구     | 368,134명(1975년)                        | 108,119명 |            | 1957년 서부출장소가 구로승격                            |
| 동구     | 399,297명(1980년)                        | 102,645명 |            | 1973년 광주시동부에 설치                                |
| 동구     | 244,421명(1971년)                        | 89,031명  |            | 1957년 동부출장소가 구로승격                            |
| 중구     | 219,547명(1980년)                        | 76,727명  |            | 1963년 중부출장소가 구로승격                            |
| 강화군   | 118,482명(1966년)                        | 69,074명  |            | 1995년 경기도에서 인천광역시로 편입                     |
| 동구     | 176,839명(1975년)                        | 62,747명  |            | 1968년 인천시중동부지역에 설치                          |
| 중구     | 126,679명(1966년)                        | 41,501명  |            | 1957년 중부출장소가 구로승격                            |
| 옹진군   | 55,224명(1973년)                         | 20,497명  |            | 1995년 경기도에서 인천광역시로 편입                     |

새막대의 길이는 천의자리=1로하여 0.75를 곱하여 나타내시길 바랍니다. (예시:송파구(671,312명= 671.3×0.75=503.475) 또한 십의 자리가 5 이상이거나 1의자리가 5 이상일 때도 반올림 하여 곱한 뒤 나타내시길 바랍니다.